# 英会話 ドラマでリスニング
英会話 ドラマでリスニング（えいかいわドラマでリスニング）は、2003年4月8日から2004年4月6日までNHK教育テレビジョンで放送されたテレビ番組である。

## 概要
海外で制作されたドラマをもとに、国際英語の生きた表現を学習する語学講座番組である。

## 放送時間
- 水曜日 23:10 - 23:30
- 火曜日 06:50 - 07:10
- 火曜日 12:10 - 12:30

## 新GOAL!青春のロンドン・レンジャーズ
- 放送期間：2003年4月8日 - 2003年9月24日（全25回）
- 講師：平野次郎
- パートナー：デビット・コリス

## クロスロード・カフェ4
- 放送期間：2003年10月1日 - 2004年3月31日（全26回）
- 講師：鳥飼玖美子
- パートナー：ジョゼフ・ショールズ